# Dragan Stanković
Dragan Stanković (Zaječar, 18 ottobre 1985) è un pallavolista serbo naturalizzato italiano, centrale della M&G.

## Carriera

### Club
La carriera di Dragan Stanković inizia nel 2001 col Timok Zaječar, club del suo paese natale, al quale resta legato fino al 2005. Nella stagione 2005-06 esordisce con la Stella Rossa nella massima divisione del campionato serbo-montenegrino, club il quale dalla stagione successiva, a seguito della scissione del Montenegro dalla Serbia, giocherà nel campionato di questo ultimo paese: alla squadra di Belgrado è per tre stagioni vincendo lo scudetto 2007-08.
Nell'annata 2008-09 si trasferisce nella Prva liga montenegrina vestendo la maglia del Budvanska rivijera aggiudicandosi il campionato, mentre a metà dell'annata successiva viene ceduto alla squadra italiana della Lube di Macerata, spostatasi poi a Treia nel 2014, in Serie A1, con cui si laurea quattro volte campione d'Italia e vince due Supercoppe italiane, la Challenge Cup 2010-11, la Coppa Italia 2016-17 e la Champions League 2018-19.
Per la stagione 2019-20 si accorda con la neopromossa You Energy di Piacenza, per poi trasferirsi nella stagione seguente in un'altra formazione emiliana, il Modena, con cui si aggiudica la Coppa CEV 2022-23. Nell'annata 2025-26 firma per la M&G, sempre in Superlega.

### Nazionale
Nel 2005 esordisce nella nazionale serbo-montenegrina, vincendo l'argento alla World League e il bronzo al campionato europeo; veste quindi dal 2006 la maglia della nazionale serba e arriva nuovamente alla medaglia di bronzo al campionato europeo 2007, al quale segue un argento alla World League 2009.
Negli anni seguenti è medaglia di bronzo, d'argento e d'oro rispettivamente alle edizioni 2010, 2015 e 2016 della World League, bronzo al campionato mondiale 2010, conquistando poi un oro e due bronzi rispettivamente al campionato europeo 2011, 2013 e 2017: dopo l'ultima apparizione alla rassegna continentale, annuncia il suo ritiro dalla nazionale serba.

## Palmarès

### Club
- Campionato serbo: 1

2007-08
- Campionato montenegrino: 1

2008-09
- Campionato italiano: 4

2011-12, 2013-14, 2016-17, 2018-19
- Coppa Italia: 1

2016-17
- Supercoppa italiana: 2

2012, 2014
- CEV Champions League: 1

2018-19
- Coppa CEV: 1

2022-23
- Challenge Cup: 1

2010-11

### Nazionale (competizioni minori)
- Memorial Hubert Wagner 2016

### Premi individuali
- 2018 - Champions League: Miglior centrale
- 2018 - Campionato mondiale per club: Miglior centrale